# Quirísof d'Esparta
Quirísof (en llatí Cheirisophus, en grec antic Χειρίσοφος) va ser un militar espartà.
Els èfors el van enviar amb 700 homes d'infanteria pesant (Diodor de Sicília diu que n'eren 800) en ajuda de l'expedició de Cir el jove contra el seu germà Artaxerxes II de Pèrsia l'any 401 aC, i es van unir al rebel a Issos. Després de la batalla de Cunaxa, el general Clearc el va enviar al costat d'Arieu, lloctinent de Cir el jove i segurament príncep aquemènida, al que van oferir el tron de Pèrsia, però el va declinar.
Després de la captura de Clearc i altres generals per la traïció de Tisafernes, va encoratjar a les tropes a romandre amb la moral alta, i a proposta de Xenofont, va ser nomenat cap de l'exèrcit grec. Va dirigir la retirada dels deu mil, cooperant amb Xenofont.
Quan els grecs van arribar a Trapezus, Quirísop va anar a demanar al seu compatriota l'almirall Anaxibi que era a Bizanci, alguns vaixells per transportar les tropes a Europa, però Anaxibi no va acceptar la petició. Quan va retornar, va trobar l'exèrcit a Sinope. Allí va ser nomenat comandant en cap, després que Xenofont hagués rebutjat el nomenament, però els soldats aqueus i arcadis presentaven símptomes d'indisciplina i al cap d'una setmana aquestes forces, que representaven més de la meitat del total de l'exèrcit, es van separar de la resta sota la direcció de deu generals, i van marxar pel seu compte.
Xenofont va oferir a Quirísop de seguir la marxa amb la resta de les seves tropes, però aquest, aconsellat per Neon, i esperant rebre vaixells de Cleandre, l'harmost o governant espartà de Bizanci, va rebutjar i va deixar marxar a totes les forces menys les seves pròpies, esperant que obtindrien els vaixells.
Va arribar a Calpe on Cleandre havia d'enviar els vaixells, però allí va morir pels efectes d'una medicina que s'havia pres per la febre l'any 400 aC, segons diu Xenofont.